# Théorème de prolongement de Tietze

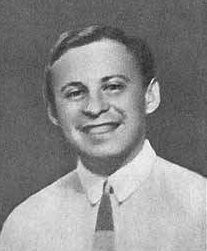
Le mathématicien Pavel Urysohn a généralisé le résultat de Heinrich Tietze aux espaces normaux.

En mathématiques, le théorème de prolongement de Tietze encore appelé de Tietze-Urysohn est un résultat de topologie. Ce théorème indique qu'une fonction continue à valeurs réelles définie sur un fermé d'un espace topologique normal se prolonge continument sur tout l'espace. Le théorème s'applique donc en particulier aux espaces métriques ou compacts. Ce résultat généralise le lemme d'Urysohn.
Ce théorème possède de multiples usages en topologie algébrique. Il permet, par exemple de démontrer le théorème de Jordan, indiquant qu'un lacet simple divise l'espace en deux composantes connexes.
Une première version du théorème est l'œuvre du mathématicien Heinrich Tietze (1880 - 1964) pour les espaces métriques, et a été généralisée par Pavel Urysohn (1898 - 1924) aux espaces normaux.

## Énoncés
Théorème — Soit X un espace topologique séparé, les trois propositions suivantes sont équivalentes :
(i) X est un espace normal ;
(ii) pour tout fermé A de X et toute application continue f de A dans l'espace ℝ des nombres réels, il existe une application continue de X dans ℝ qui prolonge f, c'est-à-dire dont la restriction à A est égale à f ;
(iii) pour tout fermé A de X et toute application continue f de A dans un segment réel [–M, M], il existe une application continue de X dans [–M, M] qui prolonge f.
Dans (ii), l'espace ℝ peut évidemment être remplacé par n'importe quel espace homéomorphe, comme un intervalle ouvert non vide ]–M, M[. De même, dans (iii), [–M, M] peut être remplacé par n'importe quel segment réel, comme le segment [0, 1].
On verra au cours de la preuve que l'hypothèse de séparation est en fait inutile. Un espace est dit normal s'il est à la fois T4 et séparé or, d'après le lemme d'Urysohn, un espace X (séparé ou pas) vérifie T4 si et seulement si, pour tous fermés disjoints F et G de X, il existe une fonction continue de X dans [0, 1] qui vaut 1 sur F et 0 sur G. On va en déduire les équivalences : (ii) ⇔ (iii) ⇔ T4.

## Démonstrations
- (iii) ⇒ T4 : il suffit d'appliquer (iii) à la fonction f de A = F ⋃ G dans [0, 1] qui vaut 1 sur F et 0 sur G.
- (iii) ⇒ (ii) s'en déduit : si f de A dans ]–M, M[ possède un prolongement continu g de X dans [–M, M], elle en possède aussi un de X dans ]–M, M[, en multipliant g par une fonction continue de X dans [0,1] qui vaut 1 sur A et qui s'annule aux points où g vaut M ou –M.
- La réciproque (ii) ⇒ (iii) est immédiate : si f de A dans [–M, M] possède un prolongement continu g de X dans ℝ, elle en possède aussi un de X dans [–M, M], obtenu en « rabotant » g, i.e. en remplaçant par M (resp. –M) tous les g(x) > M (resp. < –M).

Il reste à prouver que T4 ⇒ (iii). On utilise pour cela un lemme :
- Si X est un espace T4 alors, pour toute application continue f sur un fermé A de X et à valeurs dans [–M, M], il existe une fonction continue g1 de X dans [–M/3, M/3] telle que{\displaystyle \forall x\in A\quad |f(x)-g_{1}(x)|\leq {\frac {2M}{3}}.}En effet soient A– et A+ les images réciproques par f de [–M, –M/3] et [M/3, M] : d'après le lemme d'Urysohn, il existe une application continue g1 de X dans [–M/3, M/3] qui vaut –M/3 sur A– et M/3 sur A+, donc qui vérifie les conditions requises.
- T4 ⇒ (iii) :
En effet, on déduit du lemme l'existence d'une suite d'applications gk continues sur X telles que :{\displaystyle (1)\quad \forall x\in A\quad \left|f(x)-\sum _{k=1}^{n}g_{k}(x)\right|\leq \left({\frac {2}{3}}\right)^{n}M,}{\displaystyle (2)\quad \forall x\in X\quad \left|g_{k}(x)\right|\leq \left({\frac {2}{3}}\right)^{k}M/2.}D'après la majoration (2), la série des gk est normalement convergente donc uniformément convergente. Sa somme g est donc une application continue sur X car son terme général l'est. De plus, | g | ≤ M. D'après la majoration (1), la restriction de g à A coïncide avec f.

### Ouvrages
- Jean Dieudonné, Éléments d'analyse, t. I : Fondements de l'analyse moderne [détail des éditions]
- Claude Tisseron, Notions de topologie, Hermann (1996)  (ISBN 2705660194)